# Bishopella
Bishopella – rodzaj kosarzy z podrzędu Laniatores i rodziny Phalangodidae zawierający tylko 2 gatunki

## Występowanie
Oba gatunki są endemitami południowo-wschodnich Stanów Zjednoczonych.

## Systematyka
Opisano zaledwie 2 gatunki należące do tego rodzaju:
- Bishopella jonesi Goodnight & Goodnight, 1942
- Bishopella brevipes (Crosby & Bishop, 1924)